# Шоуто на Ед Съливан
Шоуто на Ед Съливан (на английски: The Ed Sullivan Show) е изключително популярно американско телевизионно шоу, водено от нюйоркския кореспондент Ед Съливан. То се излъчва на живо по „Си Би Ес“ и продължава от 20 юни 1948 г. до 6 юни 1971 г. Шоуто е от 20:00 до 21:00 часа вечерта и включва оперни певци, артисти, композитори, комици, балетисти, циркови артисти и други. До 1965 г. шоуто е черно-бяло, а след това цветно. Ед Съливан умира 3 години след последното шоу. На неговото шоу са присъствали някои от най-известните имена в музиката – „Дорс“, „Бийтълс“, Елвис Пресли, Боб Дилън, Джанис Джоплин, Тина Търнър, Лайза Минели, „Джаксън 5“, Барбра Страйсънд и много други.